# Haridwar
Haridwar este un oraș în India.